# ارلزبرو (اکلاهما)
اارلسبورو(به انگلیسی: Earlsboro) شهری در ایالت اکلاهما کشور ایالات متحده آمریکا است که جمعیت آن در سرشماری سال ۲۰۱۰ میلادی، ۶۲۸ نفر بوده‌است.